# فینال جام اتحادیه فوتبال انگلستان ۱۹۹۴
فینال جام اتحادیه فوتبال انگلستان ۱۹۹۴، رقابت پایانی جام اتحادیه فوتبال انگلستان در سال ۱۹۹۴ میلادی است که مابین دو تیم باشگاه فوتبال استون ویلا و باشگاه فوتبال لیدز یونایتد در ورزشگاه ومبلی لندن برگزار شده‌است.
این مسابقه که در تاریخ ۲۷ مارس ۱۹۹۴ انجام شده‌است با نتیجه ۳ بر ۱ به سود تیم باشگاه فوتبال استون ویلا به پایان رسید.